# Telfes im Stubai
Telfes im Stubai ist eine Gemeinde mit 1626 Einwohnern (Stand 1. Jänner 2025) im Gerichtsbezirk Innsbruck und Bezirk Innsbruck-Land in Tirol (Österreich).

## Geografie
Der Ort Telfes liegt im vorderen Stubaital, sonnseitig links der Ruetz. Die Gemeinde liegt auf einer Höhe von um die 1000 m und hat eine Fläche von 27,38 Quadratkilometer. Zum Gemeindegebiet gehören die Weiler Gerstbichl, Falschmair, Luimes, die zerstreuten Häuser Telfer Wiesen und die Einzellagen Wiesenhof und Gallhof (schon über Schönberg) talauswärts, wie auch die Pfarrachalm am Nederjoch, sowie das bekannte Wander- und Schigebiet Schlick unterhalb der Kalkkögel mit den Alpengasthöfen Schlick (Schlickeralm) und Zirmach im Talgrund, sowie Froneben und Sennjoch am Grat (am Kreuzjoch nur die Seilbahnstation).

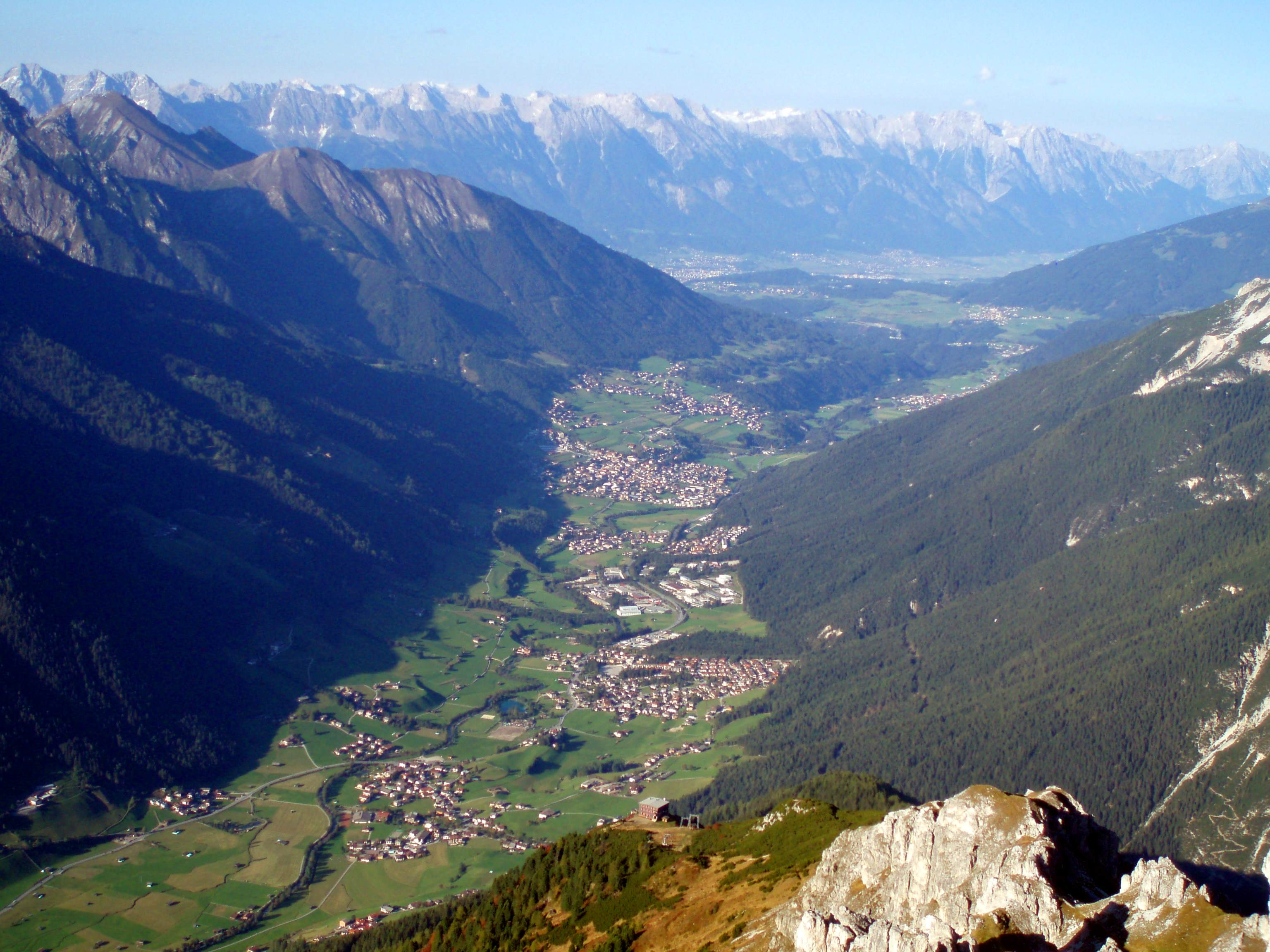
Blick von der Elferspitze ins Stubaital (der letzte Ort talauswärts links ist Telfes; hinten das Inntal bei Innsbruck und die Nordkette)
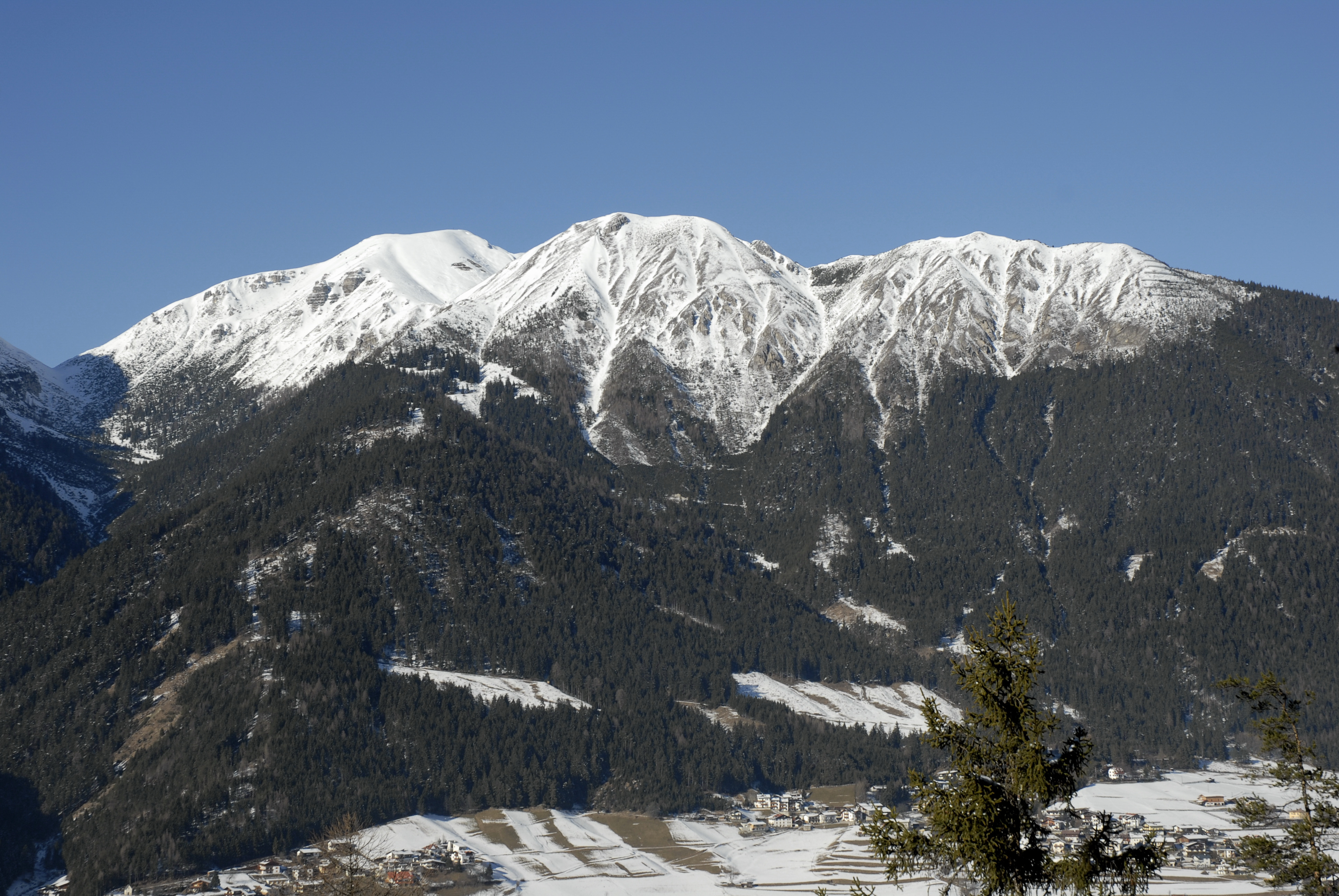
Berggebiete der Gemeinde: Nederjoch und Jochkreuz (links dahinter die Saile)
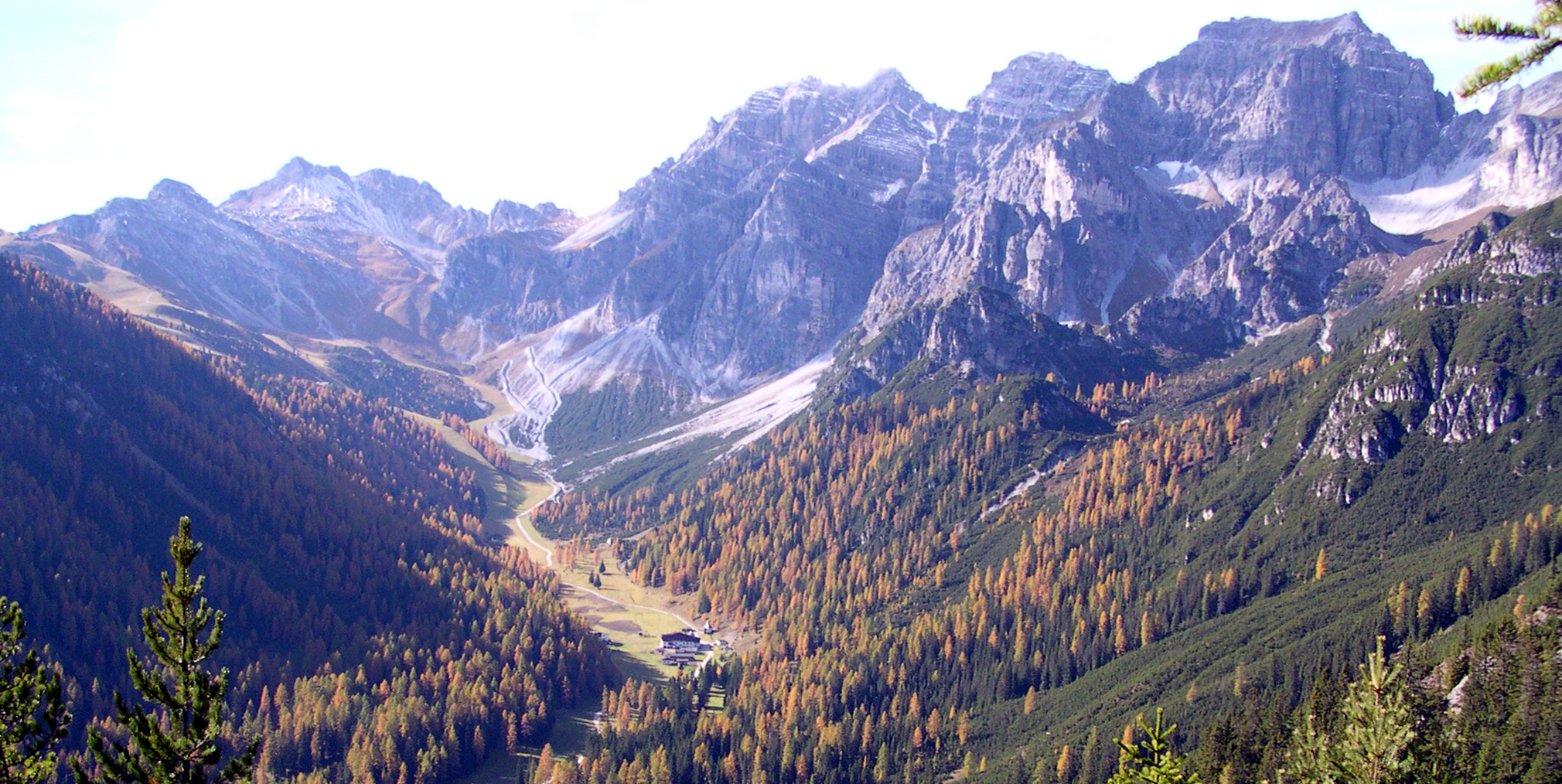
Die Schlick taleinwärts, rechts die Kalkkögel

### Gemeindegliederung
Die Gemeinde besteht aus der einzigen Katastralgemeinde Telfes bzw. der einzigen Ortschaft Telfes im Stubai, die ebenfalls der einzige Zählsprengel ist.

### Nachbargemeinden
Alle acht Nachbargemeinden liegen im Bezirk Innsbruck-Land.

## Geschichte

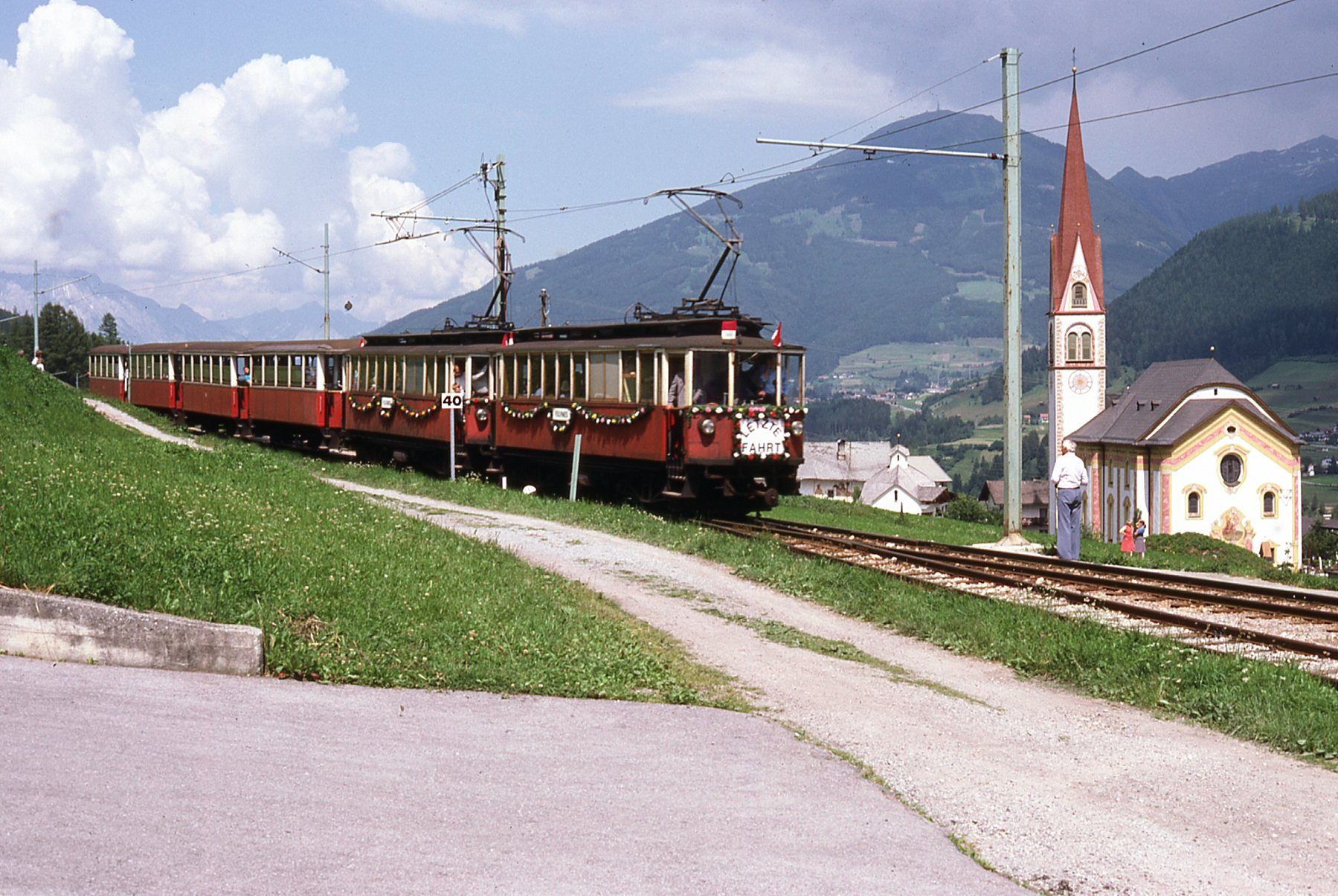
Sonderzug der Stubaitalbahn in Telfes

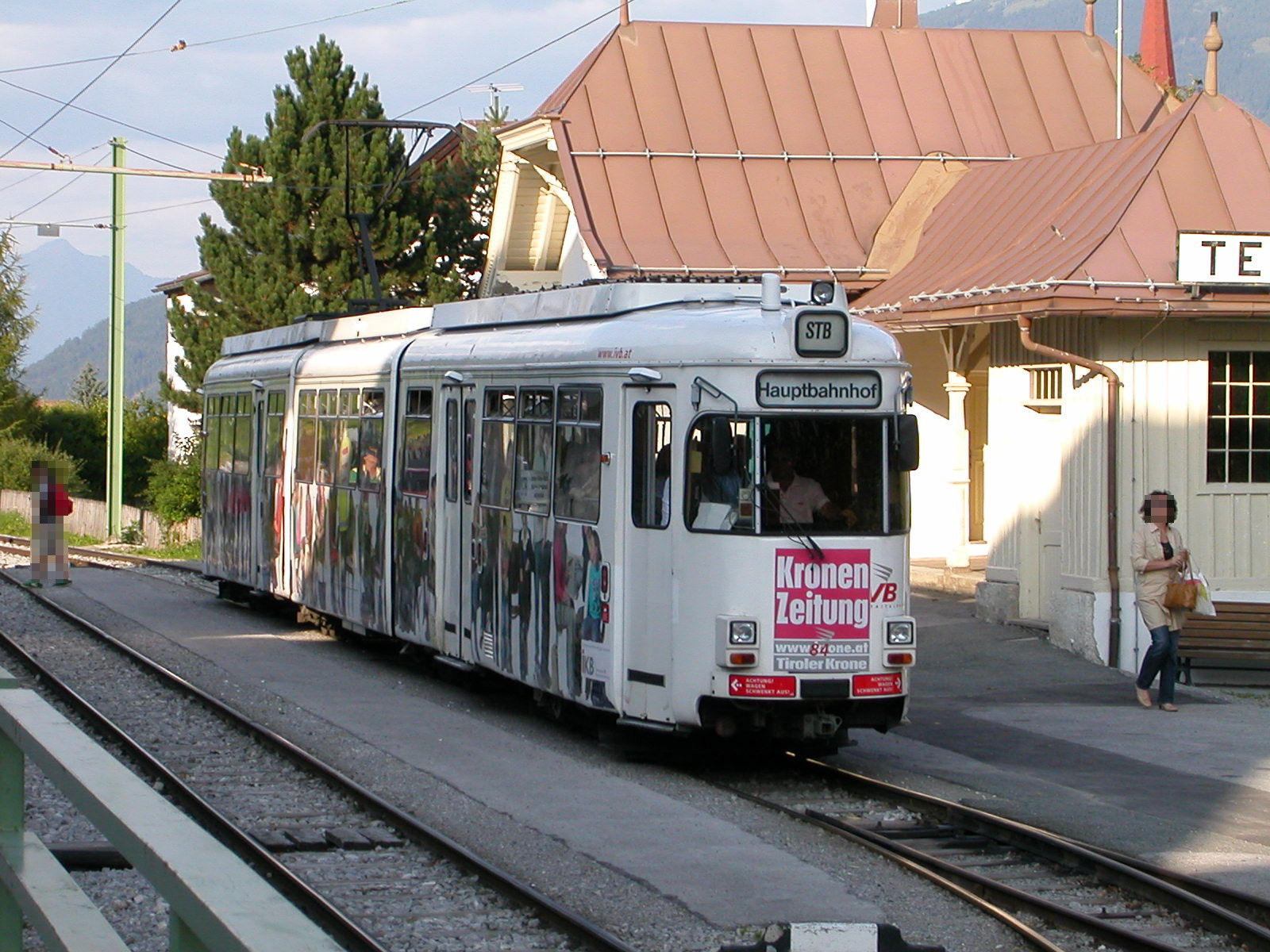
Stubaitalbahn in Telfes auf der Fahrt nach Fulpmes 2008

Funde aus der Frühbronzezeit zeigen von einer frühen Besiedlung des Telfer Gebiets. 1976 wurde im Bereich Gallhof beim Wegebau eine Höhle freigelegt, die nunmehr Rätia-Höhle genannt wird. In der ungefähr 8 × 2 × 1,5 m großen Kluft sammelt sich sulfathaltiges Tropfwasser, das vermutlich die Ursache für ein latènezeitliches Quellheiligtum gewesen war. Bei Nachgrabungen wurden etwa hundert intakte Schalen und Krüge sowie Scherben von noch einmal so vielen gefunden. 43 Astragali (beinerne Spielwürfel) trugen ebenso wie einige der Gefäße inschriftenartige aber unentzifferbare Einritzungen. Die Funde datieren aus der Mittellatènezeit (4. bis 3. Jahrhundert v. Chr.).
Der Ortsname leitet sich von einer indogermanischen Sprachwurzel „*tellevo“, was so viel wie nutzbarer Boden bedeutet, ab. Erstmals urkundlich erwähnt wurde der Ort 1133 als Telves. Die Bevölkerung von Telfes nennt man Telfer (nicht Telfeser). Grund ist der rätoromanische Ursprung des Ortsnamens. Dieser endet mit der lateinischen Nominativendung -s, Ableitungen werden deshalb ohne -s gebildet.
Hier war der Gerichtssitz für das Stubaital, ehe er 1690 nach Mieders verlegt wurde. Das Schmiedehandwerk ist schon seit 1541 urkundlich belegt. Später kam auch noch die Eisenerzeugung dazu, die den Reichtum des Ortes förderte. Auch heute noch zeugen zahlreiche Darstellungen von Eisenerzeugern auf den alten Bauernhöfen des Ortes von dieser, dem Tal glücksbringenden Tradition.
Per 15. Oktober 2018 wurden die Adressen auf 43 neue Straßennamen umgestellt.

## Hauptort der Gemeinde
Hauptort der Gemeinde ist das Dorf Telfes im Stubai. Es befindet sich knapp 12 Kilometer südlich vom Stadtzentrum Innsbruck, 3½ km taleinwärts im Stubaital. Es liegt auf um die 990 m ü. A. Höhe sonnseitig links der Ruetz, an der Einmündung des Griesbachs am Fuß des Nederjochs (2142 m ü. A.).
Der Ort umfasste 2001 knapp 250 Gebäude mit etwa 800 Einwohnern, der überwiegende Teil im Dorfzentrum.
Telfes hat einen Bahnhof der Stubaitalbahn (das Aufnahmsgebäude des Bahnhofs ) und eine weitere Haltestelle StuBay.
Neben der barocken Pfarrkirche Hl. Pankratius stehen einige schöne alte Bauten, die sich durch prächtige Lüftlmalerei auszeichnen.
Der kleine Weiler Gerstbichl talauswärts ist weitgehend mit dem Ort verwachsen, ebenso die Dörfer Kapfers und Gagers oberhalb.
Nachbarorte und -ortschaften
| Kapfers                |                                             | FalschmairGerstbichl   |
| Gagers Plöven          | Kompassrose, die auf Nachbargemeinden zeigt | Mieders (Gem. Mieders) |
| Fulpmes (Gem. Fulpmes) | Gewerbegebiet Mieders (Gem. Mieders)        |                        |

## Wirtschaft und Infrastruktur
Die Gemeinde ist über die Stubaitalstraße B 183 erreichbar, die auf der anderen Talseite bei Mieders passiert.
Durch den Ort verläuft die Stubaitalbahn (STB), die hier im Gemeindegebiet die Bahnhöfe Telfer Wiesen (Bedarfshaltestelle), Luimes und Telfes und die Haltestelle Telfes StuBay kurz vor der Endstelle Fulpmes hat. Der Ort ist auch durch die Autobuslinie Stubai (Linie 590) verbunden, wobei innerhalb dieser Linie nur ein Pendelkurs Telfes–Fulpmes–Neustift verkehrt, in der Wintersaison über Milders bis zur Mutterbergalm, Umstieg auf die Kurse nach Innsbruck ist in Fulpmes.
| Vorherige Station | Stubaitalbahn STB           | Nächste Station |
| ----------------- | --------------------------- | --------------- |
| Luimes Bhf.       | Telfes Bhf. Tenniscamp Hst. | Fulpmes Bhf.    |

## Kultur und Sehenswürdigkeiten
- Pfarrkirche zum Hl. Pankratius: Prächtige Barockkirche, 1754–1756 erbaut, Turm von 1626
- Die Rätia-Höhle  liegt nordöstlich von Telfes.
- Telfes wurde im Jahr 2012 mit 1600 Rosenstöcken verschönert und avancierte somit zum ersten Rosendorf Westösterreichs.
- Der Greifvogelpark Telfes beherbergt circa 50 verschiedene Arten aus der heimischen Bergwelt.

### Regelmäßige Veranstaltungen
Jährlich im Sommer findet in Telfes der Schlickeralmlauf statt. Dieser Berglauf hat seinen Start im Ortskern und das Ziel befindet sich auf dem Kreuzjoch (bis 2012 am Sennjoch). 1990 und 1996 war Telfes Austragungsort der Berglauf-Weltmeisterschaften. Im Jahr 2009 dann Ausrichter der 8. Berglauf-Europameisterschaften, einem offiziellen Wettbewerb des Europäischen Leichtathletikverbandes (EAA). Im Jahr 2014 wurden die 14. WMRA World Masters Mountain Running Championships, also die offiziellen Berglauf-Weltmeisterschaften für Senioren ab 35 Jahren, in Telfes ausgetragen. 2020 wird der ausrichtende Sportverein Telfes als erster Veranstalter zum zweiten Mal eine Berglauf Masters-WM organisieren.

## Politik
Die letzten Bürgermeisterwahlen fanden gleichzeitig mit den Gemeinderatswahlen 2022 statt. Peter Lanthaler (ÖVP) wurde zum Bürgermeister und Helmut Schmid zum Vizebürgermeister gewählt.

### Gemeindevertretung
Ergebnisse der letzten Gemeinderatswahlen 2022:
| Partei                         | Stimmen | Anteil  | Mandate |
| ------------------------------ | ------- | ------- | ------- |
| Dorfliste Telfes (DLT)         | 330     | 38,82 % | 5       |
| Bürger- und Heimatliste Telfes | 270     | 31,76 % | 4       |
| Telfer Gemeinschaftsliste      | 250     | 29,41 % | 4       |

### Regionalpolitik
Die Gemeinde gehört zum Tiroler Planungsverband Stubaital und zur Tourismusregion Stubai Tirol. Sitzgemeinde das Planungsverbandes ist Schönberg, Obmann der Bürgermeister ebenda, Hermann Steixner. Sitz des Tourismusverbandes ist im Stubaitalhaus in Neustift.

### Wappen
Das Gemeindewappen wurde 1967 verliehen. Dabei handelt es sich um das Siegelbild des Otto Karlinger, dem 1327 das Gericht Stubai verliehen wurde, und der damit der erste bekannte Richter von Stubai ist.
Die Blasonierung (Wappenbeschreibung) lautet:
„Ein aufrechter, rotbezungter nach rechts gewendeter schwarzer Luchs im goldenen Feld.“

### Partnergemeinde
- Partnergemeinde ist Freckenfeld in Rheinland-Pfalz, Deutschland.

## Persönlichkeiten
- Helmut Bachmann (* 13. Dezember 1944), Lehrer und Politiker, Abgeordneter zum Tiroler Landtag
- Dietmar Constantini (* 30. Mai 1955; † 18. Dezember 2024), österreichischer Fußballspieler und Fußball-Nationaltrainer von 2009 bis 2011
- Herbert Danler (24. November 1928 bis 19. Juli 2011), langjähriger Gymnasiallehrer in Landeck, bekannter Tiroler Künstler (akademischer Maler), Träger des Goldenen Ehrenzeichens der Gemeinde Telfes i. St.
- David Gleirscher (* 23. Juli 1994), Rennrodler
- Andreas Kofler (* 17. Mai 1984), Skispringer. Von 1991 bis 2009 wohnte Kofler in Telfes und ist nunmehr in der Gemeinde Fulpmes wohnhaft. Träger des Silbernen Ehrenzeichen der Gemeinde Telfes i. St.
- Georg Klotz (* 11. September 1919 in Walten; † 24. Januar 1976 in Telfes i. St.), in den 1960er Jahren ein führendes Mitglied des Befreiungsausschuss Südtirol (BAS)
- Sigrid Maurer (* 19. März 1985), Vorsitzende der Österreichischen Hochschülerinnen- und Hochschülerschaft (2009–2011), seit Anfang 2020 Klubobfrau des Grünen Parlamentsklubs
- Franz Meixner (* 6. August 1869 in Vomp; † 18. März 1926 in Telfes im Stubai), Politiker, Pfarrer und Landwirt
- Dominik Oberhofer (* 14. Juli 1980), Hotelier und Politiker (NEOS).
- Ludwig Penz (* 13. August 1876; † 4. November 1918 in Schwaz), Bildhauer und Medailleur
- Karlheinz Töchterle (offizielle Vornamen Karl Heinrich) (* 13. Mai 1949), von 2011 bis 2013 Bundesminister für Wissenschaft und Forschung (parteifrei, nominiert von der ÖVP), klassischer Philologe und Heimatbuchautor